# Wereldbeker rodelen 2016/2017
De wereldbeker rodelen (op kunstijsbanen) in het seizoen 2016/2017 (officieel: Viessmann Luge World Cup 2016/2017) begon op 26 november 2016 en eindigde op 26 februari 2017. De competitie werd georganiseerd door de FIL.
De competitie omvat dit seizoen negen wedstrijden met de drie traditionele onderdelen bij het rodelen. Bij de mannen individueel en dubbel en bij de vrouwen individueel. Bij zes wedstrijden wordt er een landenwedstrijd georganiseerd waarover eveneens een wereldbekerklassement wordt opgemaakt. 
De titels gingen dit seizoen naar de Rus Roman Repilov (individueel), het Duitse duo Toni Eggert en Sascha Benecken (dubbel) bij de mannen, de Duitse Natalie Geisenberger (individueel) bij de vrouwen en Duitsland in het landenklassement.

## Wereldbekerpunten
In elke wereldbekerwedstrijd zijn afhankelijk van de behaalde plaats een vast aantal punten te verdienen. De rodelaar met de meeste punten aan het eind van het seizoen wint de wereldbeker. De top 24 bij de solisten en de top 20 bij de dubbel na de eerste run gaan verder naar de tweede run, de overige deelnemers krijgen hun punten toegekend op basis van hun klassering na de eerste run. De onderstaande tabel geeft de punten per plaats weer.
| Plaats | 1   | 2  | 3  | 4  | 5  | 6  | 7  | 8  | 9  | 10 | 11 | 12 | 13 | 14 | 15 | 16 | 17 | 18 | 19 | 20 | 21 | 22 | 23 | 24 | 25 | 26 | 27 | 28 | 29 | 30 | 31 | 32 | 33 | 34 | 35 | 36 | 37 | 38 | 39 | 40+ |
| Punten | 100 | 85 | 70 | 60 | 55 | 50 | 46 | 42 | 39 | 36 | 34 | 32 | 30 | 28 | 26 | 25 | 24 | 23 | 22 | 21 | 20 | 19 | 18 | 17 | 16 | 15 | 14 | 13 | 12 | 11 | 10 | 9  | 8  | 7  | 6  | 5  | 4  | 3  | 2  | 1   |

## Mannen individueel

### Uitslagen
| Datum                                                                                                | Plaats      | Opmerking | Eerste              | Tweede              | Derde               |
| --- | ----------- | --------- | ------------------- | ------------------- | ------------------- |
| 27/11/2016                                                                                           | Winterberg  |           | Johannes Ludwig     | Roman Repilov       | Andi Langenhan      |
| 27/11/2016                                                                                           | Winterberg  | Sprint    | Felix Loch          | Stepan Fjodorov     | Johannes Ludwig     |
| 02/12/2016                                                                                           | Lake Placid |           | Tucker West         | Semjon Pavlitsjenko | Wolfgang Kindl      |
| 10/12/2016                                                                                           | Whistler    |           | Tucker West         | Wolfgang Kindl      | Andi Langenhan      |
| 16/12/2016                                                                                           | Park City   |           | Roman Repilov       | Wolfgang Kindl      | Dominik Fischnaller |
| 16/12/2016                                                                                           | Park City   | Sprint    | Dominik Fischnaller | Roman Repilov       | Andi Langenhan      |
| 07/01/2017                                                                                           | Königssee   |           | Semjon Pavlitsjenko | Ralf Palik          | Wolfgang Kindl      |
| 14/01/2017                                                                                           | Sigulda     |           | Semjon Pavlitsjenko | Roman Repilov       | Wolfgang Kindl      |
| 14/01/2017                                                                                           | Sigulda     | Sprint    | Roman Repilov       | Semjon Pavlitsjenko | Wolfgang Kindl      |
| 27 t/m 29 januari 2017: Wereldkampioenschappen rodelen 2017 in Igls (telt niet mee voor wereldbeker) |             |           |                     |                     |                     |
| 04/02/2017                                                                                           | Oberhof     |           | Felix Loch          | Roman Repilov       | Andi Langenhan      |
| 18/02/2017                                                                                           | Pyeongchang |           | Dominik Fischnaller | Andi Langenhan      | Samuel Edney        |
| 25/02/2017                                                                                           | Altenberg   |           | Roman Repilov       | Felix Loch          | Johannes Ludwig     |

### Eindstanden
| Wereldbeker algemeen | Wereldbeker algemeen | Wereldbeker algemeen | Wereldbeker algemeen | Wereldbeker algemeen | Wereldbeker algemeen | Wereldbeker algemeen | Wereldbeker algemeen | Wereldbeker algemeen | Wereldbeker algemeen | Wereldbeker algemeen | Wereldbeker algemeen | Wereldbeker algemeen | Wereldbeker algemeen | Wereldbeker algemeen | Wereldbeker algemeen |
| #                    | Naam                 | Land                 | WIN                  | WIN-Sp               | LAP                  | WHI                  | PAR                  | PAR-Sp               | KOE                  | SIG                  | SIG-Sp               | OBE                  | PYC                  | ALT                  | Punten               |
| -------------------- | -------------------- | -------------------- | -------------------- | -------------------- | -------------------- | -------------------- | -------------------- | -------------------- | -------------------- | -------------------- | -------------------- | -------------------- | -------------------- | -------------------- | -------------------- |
| 1                    | Roman Repilov        | RUS                  | 02                   | 07                   | 05                   | 10                   | 01                   | 02                   | 05                   | 02                   | 01                   | 02                   | 28                   | 01                   | 845                  |
| 2                    | Felix Loch           | GER                  | 04                   | 01                   | 06                   | 06                   | 05                   | 04                   | 04                   | 04                   | 04                   | 01                   | -                    | 02                   | 748                  |
| 3                    | Wolfgang Kindl       | AUT                  | 07                   | 06                   | 03                   | 02                   | 02                   | 13                   | 03                   | 03                   | 03                   | 08                   | 10                   | 07                   | 700                  |
| 4                    | Semjon Pavlitsjenko  | RUS                  | 05                   | 09                   | 02                   | 04                   | 08                   | 11                   | 01                   | 01                   | 02                   | 07                   | 14                   | 29                   | 686                  |
| 5                    | Johannes Ludwig      | GER                  | 01                   | 03                   | 09                   | 07                   | 10                   | DSQ                  | 19                   | 11                   | 13                   | 04                   | 06                   | 03                   | 557                  |
| 6                    | Dominik Fischnaller  | ITA                  | 15                   | 13                   | 11                   | 05                   | 03                   | 01                   | 06                   | 31                   | -                    | 15                   | 01                   | 05                   | 556                  |
| 7                    | Tucker West          | USA                  | DSQ                  | -                    | 01                   | 01                   | 04                   | 06                   | 09                   | 09                   | 10                   | 12                   | 22                   | 04                   | 535                  |
| 8                    | Stepan Fjodorov      | RUS                  | 06                   | 02                   | 10                   | 09                   | 06                   | -                    | 07                   | 05                   | 06                   | 21                   | 17                   | 10                   | 491                  |
| 9                    | Andi Langenhan       | GER                  | 03                   | 08                   | 20                   | 03                   | 12                   | 03                   | -                    | -                    | -                    | 03                   | 02                   | -                    | 460                  |
| 10                   | Ralf Palik           | GER                  | 10                   | 04                   | 7                    | 14                   | 09                   | 05                   | 02                   | 24                   | -                    | 05                   | -                    | -                    | 421                  |

| Legenda | Legenda | Legenda | Legenda                               |
| ------- | ------- | ------- | ------------------------------------- |
| 1       | 2       | 3       | Podium klasseringen                   |
| 4-10    | 4-10    | 4-10    | Overige top-10 klasseringen           |
| 11-40   | 11-40   | 11-40   | Binnen de wereldbekerpunten geëindigd |
| > 41    | > 41    | > 41    | Buiten de wereldbekerpunten geëindigd |
| DSQ     | DSQ     | DSQ     | Disqualified / Gediskwalificeerd      |
| DNF     | DNF     | DNF     | Did not finish / Niet gefinished      |
| DNS     | DNS     | DNS     | Did not start / Niet gestart          |

| Wereldbeker sprint | Wereldbeker sprint    | Wereldbeker sprint | Wereldbeker sprint |
| #                  | Naam                  | Land               | Tijd               |
| ------------------ | --------------------- | ------------------ | ------------------ |
| 1                  | Roman Repilov         | RUS                | 1.32,576           |
| 2                  | Felix Loch            | GER                | 1.32,595           |
| 3                  | Chris Mazdzer         | USA                | 1.33,083           |
| 4                  | Semjon Pavlitsjenko   | RUS                | 1.33,113           |
| 5                  | Julian von Schleinitz | GER                | 1.33,434           |
| 6                  | Wolfgang Kindl        | AUT                | 1.34,164           |

## Mannen dubbel

### Uitslagen
| Datum                                                                                                | Plaats      | Opmerking | Eerste                                | Tweede                                          | Derde                                           |
| --- | ----------- | --------- | ------------------------------------- | ----------------------------------------------- | ----------------------------------------------- |
| 26/11/2016                                                                                           | Winterberg  |           | Duitsland Toni Eggert Sascha Benecken | Duitsland Robin Johannes Geueke David Gamm      | Duitsland Tobias Wendl Tobias Arlt              |
| 27/11/2016                                                                                           | Winterberg  | Sprint    | Duitsland Toni Eggert Sascha Benecken | Duitsland Tobias Wendl Tobias Arlt              | Duitsland Robin Johannes Geueke David Gamm      |
| 02/12/2016                                                                                           | Lake Placid |           | Duitsland Toni Eggert Sascha Benecken | Verenigde Staten Matt Mortensen Jayson Terdiman | Duitsland Robin Johannes Geueke David Gamm      |
| 10/12/2016                                                                                           | Whistler    |           | Duitsland Toni Eggert Sascha Benecken | Duitsland Tobias Wendl Tobias Arlt              | Oostenrijk Peter Penz Georg Fischler            |
| 16/12/2016                                                                                           | Park City   |           | Duitsland Tobias Wendl Tobias Arlt    | Letland Andris Šics Juris Šics                  | Duitsland Toni Eggert Sascha Benecken           |
| 16/12/2016                                                                                           | Park City   | Sprint    | Duitsland Toni Eggert Sascha Benecken | Duitsland Tobias Wendl Tobias Arlt              | Verenigde Staten Matt Mortensen Jayson Terdiman |
| 07/01/2017                                                                                           | Königssee   |           | Duitsland Tobias Wendl Tobias Arlt    | Duitsland Toni Eggert Sascha Benecken           | Duitsland Robin Johannes Geueke David Gamm      |
| 14/01/2017                                                                                           | Sigulda     |           | Duitsland Toni Eggert Sascha Benecken | Letland Oskars Gudramovičs Pēteris Kalniņš      | Italië Ludwig Rieder Patrick Rastner            |
| 14/01/2017                                                                                           | Sigulda     | Sprint    | Duitsland Toni Eggert Sascha Benecken | Letland Oskars Gudramovičs Pēteris Kalniņš      | Duitsland Tobias Wendl Tobias Arlt              |
| 27 t/m 29 januari 2017: Wereldkampioenschappen rodelen 2017 in Igls (telt niet mee voor wereldbeker) |             |           |                                       |                                                 |                                                 |
| 04/02/2017                                                                                           | Oberhof     |           | Duitsland Tobias Wendl Tobias Arlt    | Duitsland Toni Eggert Sascha Benecken           | Duitsland Robin Johannes Geueke David Gamm      |
| 18/02/2017                                                                                           | Pyeongchang |           | Duitsland Toni Eggert Sascha Benecken | Duitsland Tobias Wendl Tobias Arlt              | Duitsland Robin Johannes Geueke David Gamm      |
| 25/02/2017                                                                                           | Altenberg   |           | Duitsland Toni Eggert Sascha Benecken | Verenigde Staten Matt Mortensen Jayson Terdiman | Duitsland Robin Johannes Geueke David Gamm      |

### Eindstanden
| Wereldbeker algemeen | Wereldbeker algemeen               | Wereldbeker algemeen | Wereldbeker algemeen | Wereldbeker algemeen | Wereldbeker algemeen | Wereldbeker algemeen | Wereldbeker algemeen | Wereldbeker algemeen | Wereldbeker algemeen | Wereldbeker algemeen | Wereldbeker algemeen | Wereldbeker algemeen | Wereldbeker algemeen | Wereldbeker algemeen | Wereldbeker algemeen |
| #                    | Naam                               | Land                 | WIN                  | WIN-Sp               | LAP                  | WHI                  | PAR                  | PAR-Sp               | KOE                  | SIG                  | SIG-Sp               | OBE                  | PYC                  | ALT                  | Punten               |
| -------------------- | ---------------------------------- | -------------------- | -------------------- | -------------------- | -------------------- | -------------------- | -------------------- | -------------------- | -------------------- | -------------------- | -------------------- | -------------------- | -------------------- | -------------------- | -------------------- |
| 1                    | Toni Eggert Sascha Benecken        | GER                  | 01                   | 01                   | 01                   | 01                   | 03                   | 01                   | 02                   | 01                   | 01                   | 02                   | 01                   | 01                   | 1140                 |
| 2                    | Tobias Wendl Tobias Arlt           | GER                  | 03                   | 02                   | 08                   | 02                   | 01                   | 02                   | 01                   | 10                   | 03                   | 01                   | 02                   | 13                   | 888                  |
| 3                    | Matt Mortensen Jayson Terdiman     | USA                  | 06                   | 04                   | 02                   | 08                   | 05                   | 03                   | 09                   | 06                   | 06                   | 08                   | 07                   | 02                   | 674                  |
| 4                    | Robin Johannes Geueke David Gamm   | GER                  | 02                   | 03                   | 03                   | 06                   | 06                   | 06                   | 03                   | DNF                  | -                    | 03                   | 03                   | 03                   | 671                  |
| 5                    | Andris Šics Juris Šics             | LAT                  | 04                   | 05                   | 05                   | 10                   | 02                   | 07                   | 06                   | 20                   | -                    | 11                   | 13                   | 04                   | 532                  |
| 6                    | Christian Oberstolz Patrick Gruber | ITA                  | 08                   | 15                   | 04                   | 09                   | 09                   | 04                   | 10                   | 05                   | 09                   | 09                   | 08                   | 10                   | 513                  |
| 7                    | Oskars Gudramovičs Pēteris Kalniņš | LAT                  | 11                   | 07                   | 22                   | 04                   | 07                   | 09                   | DNF                  | 02                   | 02                   | 23                   | 25                   | 22                   | 483                  |
| 8                    | Thomas Steu Lorenz Koller          | AUT                  | 14                   | 14                   | 14                   | 21                   | 14                   | 08                   | 04                   | 11                   | 05                   | 07                   | 05                   | 05                   | 479                  |
| 9                    | Andrej Bogdanov Andrej Medvedev    | RUS                  | 12                   | 12                   | 06                   | 15                   | 04                   | 05                   | 07                   | 07                   | 08                   | 14                   | 15                   | 15                   | 469                  |
| 10                   | Ludwig Rieder Patrick Rastner      | ITA                  | 05                   | 08                   | 15                   | 07                   | 23                   | -                    | 08                   | 03                   | 07                   | 15                   | 17                   | 07                   | 441                  |

| Legenda | Legenda | Legenda | Legenda                               |
| ------- | ------- | ------- | ------------------------------------- |
| 1       | 2       | 3       | Podium klasseringen                   |
| 4-10    | 4-10    | 4-10    | Overige top-10 klasseringen           |
| 11-40   | 11-40   | 11-40   | Binnen de wereldbekerpunten geëindigd |
| > 41    | > 41    | > 41    | Buiten de wereldbekerpunten geëindigd |
| DSQ     | DSQ     | DSQ     | Disqualified / Gediskwalificeerd      |
| DNF     | DNF     | DNF     | Did not finish / Niet gefinished      |
| DNS     | DNS     | DNS     | Did not start / Niet gestart          |

| Wereldbeker sprint | Wereldbeker sprint                          | Wereldbeker sprint | Wereldbeker sprint |
| #                  | Naam                                        | Land               | Tijd               |
| ------------------ | ------------------------------------------- | ------------------ | ------------------ |
| 1                  | Toni Eggert Sascha Benecken                 | GER                | 1.35,075           |
| 2                  | Tobias Wendl Tobias Arlt                    | GER                | 1.35,251           |
| 3                  | Matt Mortensen Jayson Terdiman              | USA                | 1.35,690           |
| 4                  | Oskars Gudramovičs Pēteris Kalniņš          | LAT                | 1.35,781           |
| 5                  | Andrej Bogdanov Andrej Medvedev             | RUS                | 1.36,133           |
| 6                  | Thomas Steu Lorenz Koller                   | AUT                | 1.36,307           |
| 7                  | Christian Oberstolz Patrick Gruber          | ITA                | 1.36,378           |
| 8                  | Lukáš Brož Antonín Brož                     | CZE                | 1.36,753           |
| 9                  | Wojciech Jerzy Chmielewski Jakub Kowalewski | POL                | 1.37,709           |

## Vrouwen individueel

### Uitslagen
| Datum                                                                                                | Plaats      | Opmerking | Eerste               | Tweede               | Derde                |
| --- | ----------- | --------- | -------------------- | -------------------- | -------------------- |
| 26/11/2016                                                                                           | Winterberg  |           | Natalie Geisenberger | Tatjana Hüfner       | Dajana Eitberger     |
| 27/11/2016                                                                                           | Winterberg  | Sprint    | Dajana Eitberger     | Birgit Platzer       | Natalie Geisenberger |
| 03/12/2016                                                                                           | Lake Placid |           | Tatjana Hüfner       | Kimberley McRae      | Alex Gough           |
| 10/12/2016                                                                                           | Whistler    |           | Alex Gough           | Natalie Geisenberger | Tatjana Hüfner       |
| 16/12/2016                                                                                           | Park City   |           | Erin Hamlin          | Emily Sweeney        | Alex Gough           |
| 16/12/2016                                                                                           | Park City   | Sprint    | Erin Hamlin          | Emily Sweeney        | Tatjana Hüfner       |
| 07/01/2017                                                                                           | Königssee   |           | Natalie Geisenberger | Tatjana Ivanova      | Tatjana Hüfner       |
| 14/01/2017                                                                                           | Sigulda     |           | Natalie Geisenberger | Tatjana Hüfner       | Tatjana Ivanova      |
| 14/01/2017                                                                                           | Sigulda     | Sprint    | Tatjana Ivanova      | Natalie Geisenberger | Viktoria Demtsjenko  |
| 27 t/m 29 januari 2017: Wereldkampioenschappen rodelen 2017 in Igls (telt niet mee voor wereldbeker) |             |           |                      |                      |                      |
| 04/02/2017                                                                                           | Oberhof     |           | Natalie Geisenberger | Tatjana Hüfner       | Tatjana Ivanova      |
| 18/02/2017                                                                                           | Pyeongchang |           | Tatjana Ivanova      | Natalie Geisenberger | Julia Taubitz        |
| 25/02/2017                                                                                           | Altenberg   |           | Natalie Geisenberger | Tatjana Hüfner       | Dajana Eitberger     |

### Eindstanden
| Wereldbeker algemeen | Wereldbeker algemeen | Wereldbeker algemeen | Wereldbeker algemeen | Wereldbeker algemeen | Wereldbeker algemeen | Wereldbeker algemeen | Wereldbeker algemeen | Wereldbeker algemeen | Wereldbeker algemeen | Wereldbeker algemeen | Wereldbeker algemeen | Wereldbeker algemeen | Wereldbeker algemeen | Wereldbeker algemeen | Wereldbeker algemeen |
| #                    | Naam                 | Land                 | WIN                  | WIN-Sp               | LAP                  | WHI                  | PAR                  | PAR-Sp               | KOE                  | SIG                  | SIG-Sp               | OBE                  | PYC                  | ALT                  | Punten               |
| -------------------- | -------------------- | -------------------- | -------------------- | -------------------- | -------------------- | -------------------- | -------------------- | -------------------- | -------------------- | -------------------- | -------------------- | -------------------- | -------------------- | -------------------- | -------------------- |
| 1                    | Natalie Geisenberger | GER                  | 01                   | 03                   | 05                   | 02                   | 04                   | 08                   | 01                   | 01                   | 02                   | 01                   | 02                   | 01                   | 982                  |
| 2                    | Tatjana Hüfner       | GER                  | 02                   | 05                   | 01                   | 03                   | 06                   | 03                   | 03                   | 02                   | 06                   | 02                   | 04                   | 02                   | 865                  |
| 3                    | Tatjana Ivanova      | RUS                  | 05                   | 04                   | 14                   | 09                   | -                    | -                    | 02                   | 03                   | 01                   | 03                   | 01                   | 04                   | 683                  |
| 4                    | Erin Hamlin          | USA                  | 14                   | 06                   | 07                   | 06                   | 01                   | 01                   | 10                   | 08                   | 08                   | 08                   | 10                   | 08                   | 614                  |
| 5                    | Alex Gough           | CAN                  | 10                   | 13                   | 03                   | 01                   | 03                   | 05                   | 06                   | 13                   | 13                   | 10                   | 14                   | 06                   | 585                  |
| 6                    | Emily Sweeney        | USA                  | 09                   | 14                   | 06                   | 04                   | 02                   | 02                   | 08                   | 09                   | 04                   | 12                   | 21                   | 17                   | 564                  |
| 7                    | Dajana Eitberger     | GER                  | 03                   | 01                   | 09                   | 05                   | 08                   | 06                   | 16                   | -                    | -                    | 04                   | 08                   | 03                   | 553                  |
| 8                    | Kimberley McRae      | CAN                  | 06                   | 10                   | 02                   | 19                   | 07                   | 07                   | 11                   | 05                   | 11                   | 05                   | 06                   | 11                   | 547                  |
| 9                    | Birgit Platzer       | AUT                  | 04                   | 02                   | 12                   | 12                   | 10                   | 11                   | 09                   | 06                   | 05                   | 15                   | 05                   | 14                   | 532                  |
| 10                   | Summer Britcher      | USA                  | 11                   | 11                   | 04                   | 07                   | 05                   | 04                   | 18                   | 07                   | 07                   | 07                   | 13                   | -                    | 480                  |

| Legenda | Legenda | Legenda | Legenda                               |
| ------- | ------- | ------- | ------------------------------------- |
| 1       | 2       | 3       | Podium klasseringen                   |
| 4-10    | 4-10    | 4-10    | Overige top-10 klasseringen           |
| 11-40   | 11-40   | 11-40   | Binnen de wereldbekerpunten geëindigd |
| > 41    | > 41    | > 41    | Buiten de wereldbekerpunten geëindigd |
| DSQ     | DSQ     | DSQ     | Disqualified / Gediskwalificeerd      |
| DNF     | DNF     | DNF     | Did not finish / Niet gefinished      |
| DNS     | DNS     | DNS     | Did not start / Niet gestart          |

| Wereldbeker sprint | Wereldbeker sprint   | Wereldbeker sprint | Wereldbeker sprint |
| #                  | Naam                 | Land               | Tijd               |
| ------------------ | -------------------- | ------------------ | ------------------ |
| 1                  | Natalie Geisenberger | GER                | 1.43,256           |
| 2                  | Erin Hamlin          | USA                | 1.43,272           |
| 3                  | Tatjana Hüfner       | GER                | 1.43,284           |
| 4                  | Birgit Platzer       | AUT                | 1.43,388           |
| 5                  | Emily Sweeney        | USA                | 1.43,436           |
| 6                  | Summer Britcher      | USA                | 1.43,486           |
| 7                  | Kimberley McRae      | CAN                | 1.43,776           |
| 8                  | Alex Gough           | CAN                | 1.43,851           |

## Landenwedstrijd
De landenwedstrijden (officieel: Viessmann Team Relay World Cup presented by BMW) vonden plaats in de vorm van een soort estafette, waarbij de volgende rodelslee van het team pas van start mag gaan als de voorgaande rodelslee is gefinisht, de startvolgorde kan per wedstrijd verschillen.

#### Uitslagen
| Datum                                                                                                | Plaats      | Opmerking | Eerste                                                                          | Tweede                                                                           | Derde                                                                       |
| --- | ----------- | --------- | ------------------------------------------------------------------------------- | -------------------------------------------------------------------------------- | --------------------------------------------------------------------------- |
| 03/12/2016                                                                                           | Lake Placid |           | Canada Kimberley McRae Samuel Edney Tristan Walker Justin Snith                 | Rusland Jekaterina Batoerina Semjon Pavlitsjenko Andrej Bogdanov Andrej Medvedev | Verenigde Staten Summer Britcher Tucker West Matt Mortensen Jayson Terdiman |
| 09/12/2016                                                                                           | Whistler    |           | Afgelast                                                                        | Afgelast                                                                         | Afgelast                                                                    |
| 07/01/2017                                                                                           | Königssee   |           | Duitsland Natalie Geisenberger Ralf Palik Tobias Wendl Tobias Arlt              | Verenigde Staten Erin Hamlin Tucker West Matt Mortensen Jayson Terdiman          | Oostenrijk Miriam Kastlunger Wolfgang Kindl Thomas Steu Lorenz Koller       |
| 27 t/m 29 januari 2017: Wereldkampioenschappen rodelen 2017 in Igls (telt niet mee voor wereldbeker) |             |           |                                                                                 |                                                                                  |                                                                             |
| 15/01/2017                                                                                           | Sigulda     |           | Rusland Tatjana Ivanova Semjon Pavlitsjenko Vladislav Joezjakov Joeri Prochorov | Duitsland Natalie Geisenberger Felix Loch Toni Eggert Sascha Benecken            | Letland Elīza Cauce Inārs Kivlenieks Oskars Gudramovičs Pēteris Kalniņš     |
| 04/02/2017                                                                                           | Oberhof     |           | Duitsland Natalie Geisenberger Felix Loch Tobias Wendl Tobias Arlt              | Rusland Tatjana Ivanova Roman Repilov Aleksandr Denisjev Vladislav Antonov       | Letland Elīza Cauce Inārs Kivlenieks Oskars Gudramovičs Pēteris Kalniņš     |
| 18/02/2017                                                                                           | Pyeongchang |           | Duitsland Natalie Geisenberger Andi Langenhan Toni Eggert Sascha Benecken       | Oostenrijk Birgit Platzer Wolfgang Kindl Peter Penz Georg Fischler               | Letland Ulla Zirne Kristers Aparjods Andris Šics Juris Šics                 |
| 25/02/2017                                                                                           | Altenberg   |           | Duitsland Natalie Geisenberger Felix Loch Toni Eggert Sascha Benecken           | Letland Elīza Cauce Kristers Aparjods Andris Šics Juris Šics                     | Rusland Tatjana Ivanova Roman Repilov Vladislav Joezjakov Joeri Prochorov   |

### Eindstand
| #  | Land             | LAP | KOE | SIG | OBE | PYC | ALT | Punten |
| -- | ---------------- | --- | --- | --- | --- | --- | --- | ------ |
| 1  | Duitsland        | 07  | 01  | 02  | 01  | 01  | 01  | 531    |
| 2  | Letland          | 05  | 05  | 03  | 03  | 03  | 02  | 405    |
| 3  | Rusland          | 02  | DNF | 01  | 02  | 05  | 03  | 395    |
| 4  | Oostenrijk       | 04  | 03  | 05  | 05  | 02  | 04  | 385    |
| 5  | Canada           | 01  | 04  | 06  | 04  | 06  | 05  | 375    |
| 6  | Verenigde Staten | 03  | 02  | 04  | 07  | 04  | 06  | 371    |
| 7  | Italië           | 06  | 06  | 07  | 06  | 07  | 07  | 288    |
| 8  | Polen            | 08  | 07  | DSQ | 08  | 08  | 08  | 214    |
| 9  | Oekraïne         | 11  | 10  | 10  | 12  | 13  | 12  | 200    |
| 10 | Tsjechië         | 10  | 08  | DSQ | 10  | 09  | 10  | 189    |

| Legenda | Legenda | Legenda | Legenda                               |
| ------- | ------- | ------- | ------------------------------------- |
| 1       | 2       | 3       | Podium klasseringen                   |
| 4-10    | 4-10    | 4-10    | Overige top-10 klasseringen           |
| 11-40   | 11-40   | 11-40   | Binnen de wereldbekerpunten geëindigd |
| > 41    | > 41    | > 41    | Buiten de wereldbekerpunten geëindigd |
| DSQ     | DSQ     | DSQ     | Disqualified / Gediskwalificeerd      |
| DNF     | DNF     | DNF     | Did not finish / Niet gefinished      |
| DNS     | DNS     | DNS     | Did not start / Niet gestart          |